# Mopa seca

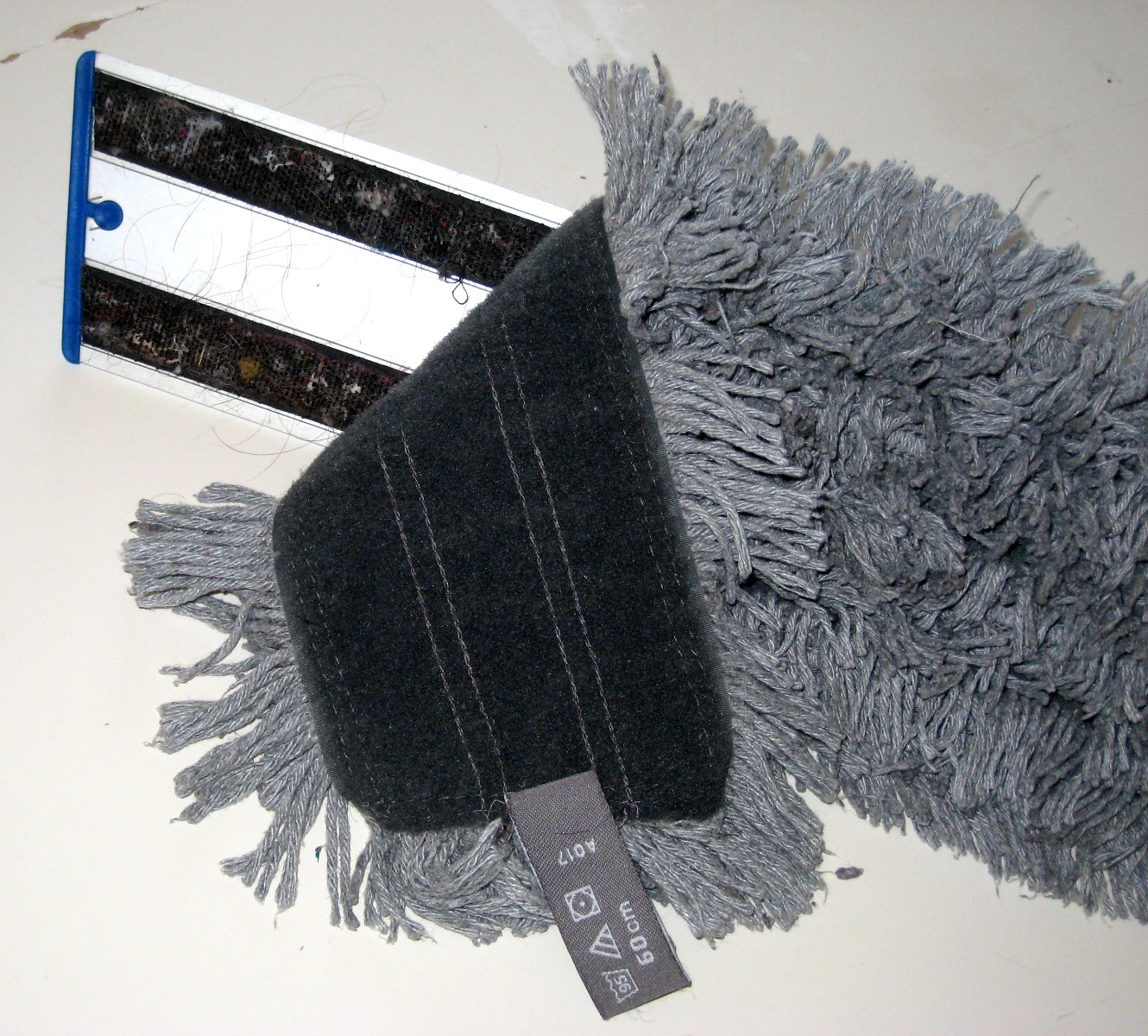
MOPA SECA

Utensilio de limpieza consistente en una pieza plana de tela o tiras de tela sujetas a un palo que se utiliza para barrer y abrillantar suelos.
Una  mopa seca  o  mopa de polvo ,  conocida también como mopa plana está diseñada para recoger la contaminación seca y suelta, como el polvo, la arena y suciedad en general de la superficie del suelo. Está hecha de hilo y/o microfibras en forma de funda y se utiliza como un primer paso en la limpieza del suelo, como sustituto más práctico de la escoba o el cepillo.
Las mopas secas profesionales consisten en una lámina plana de microfibra textil o en unas bolsas con una superficie de hilo de algodón entorchado, en general de unos 15 cm de ancho, y de longitudes variables (generalmente 30 a 100 cm).
La mopa seca puede en muchos casos reemplazar una escoba y es muy práctica ya que tiene la capacidad de mantener una cantidad limitada de polvo o arena dentro de sí misma. Idealmente, se debe lavar a máquina cuando se satura con la suciedad. Otra opción es utilizar una aspiradora para aspirar el polvo de la superficie que va recogiendo la mopa, pero eso tiene una eficacia limitada.
También hay disponibles mopas secas de un solo uso (desechables) que se venden en ciertos comercios o ampliamente por internet.

## Mangos y montaje

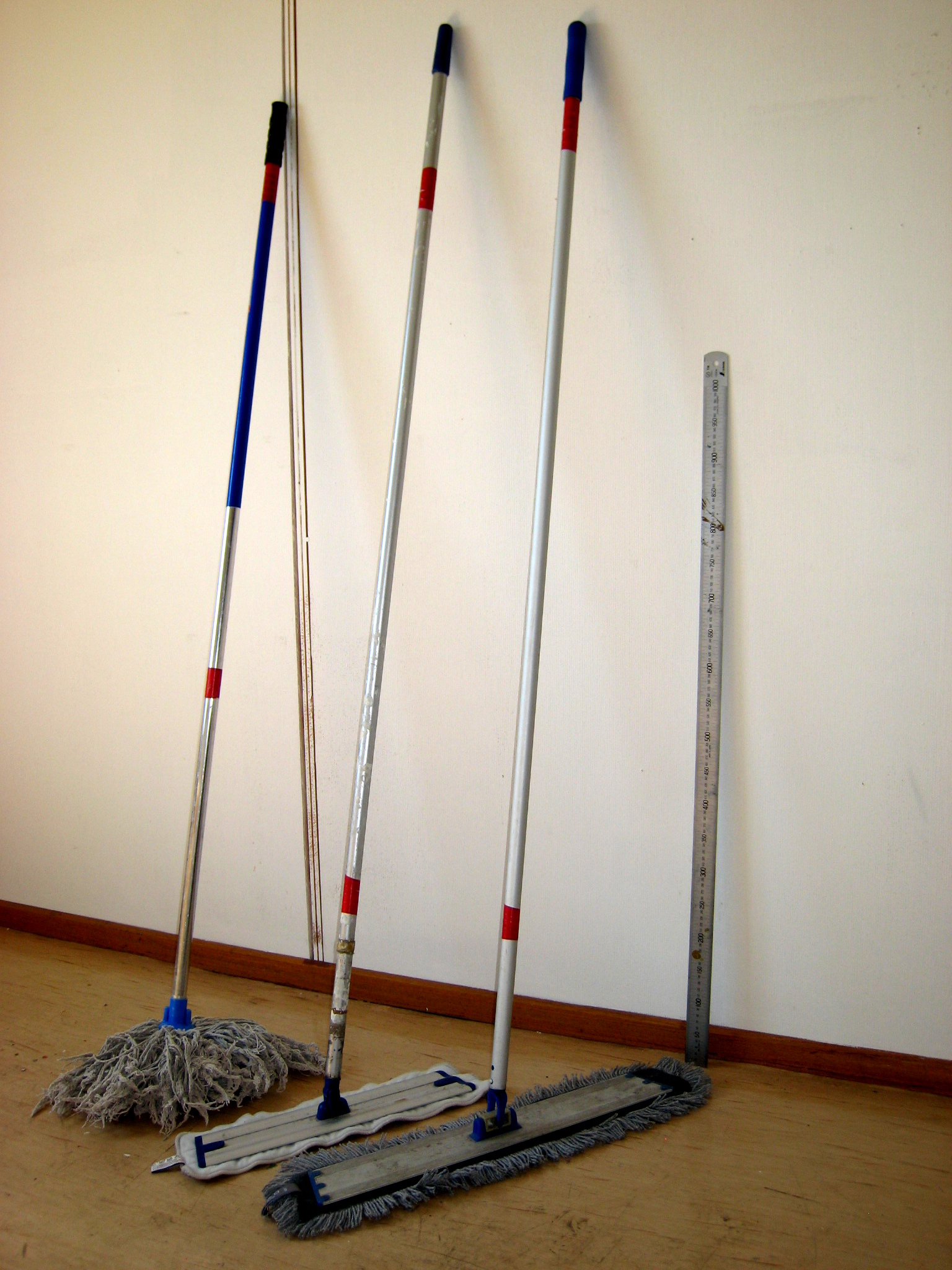
De izquierda a derecha: Mopa de mango de aluminio, mopa semi-húmeda con mango de aluminio fijación con velcro (50 cm), mopa seca con mango de aluminio fijación con velcro (60 cm), se incluye la escala como referencia.

Un mango de mopa se compone de una pieza larga de palo de madera o tubo de aluminio con un montaje específico para la mopa. El mango puede ir conectado al cuerpo de la mopa de diferentes maneras:
* Tipo pértiga (con hilos atados sobre la pértiga clásica)
* Velcro (como muchas mopas profesionales)
* Bossa (como pasa con muchas mopas profesionales)
* Abrazadera
* Uñas de plástico